# Cormatin
Cormatin è un comune francese di 552 abitanti situato nel dipartimento della Saona e Loira nella regione della Borgogna-Franca Contea.
La località ospita anche un castello seicentesco con pinacoteca (in particolare quadri di Claude Lorrain e di Hyacinthe Rigaud). A pochi chilometri da Cormatin è possibile visitare il Museo della bicicletta (Musée du vélo), di interesse storico.

## Società

### Evoluzione demografica
Abitanti censiti